# الشيماء (فلم)
الشيماء أو الشيماء: أخت الرسول، هو فيلم مصري أُنتج عام 1972.

## قصة الفيلم
الشيماء أخت الرسول محمد في الرضاعة، تعيش في بني سعد بين أمها حليمة السعدية وأبيها الحارث بن عبد العزيز، وشقيقها عبد الله، يكونون أسرة تعترف للنبي بالخير والبركة التي حلت على ديارهم منذ جاءهم رضيعًا، إلا بيجاد زوج الشيماء العنيد الذي يكره محمدًا كراهة وحقدًا دفينًا، تنتشر أخبار الدعوة الإسلامية، ويتحالف بيجاد مع أعداء محمد، بينما الشيماء شادية بنى سعد، تخذل بسحر صوتها بيجاد وتثنى قبيلتها عن الاشتراك في محاربة الإسلام، تتم الهجرة إلى المدينة المنورة ويتحالف زوجها مع اليهود من بنى قريظة وبنى النضير، لكن الله ينصر محمدًا، يزداد حقد بيجاد وقد تواطأ مع أبى جهل، تتقدم الجيوش لفتح مكة ويصاب بيجاد ويهرب ليقلب الأعداء على محمد، فيأمر النبي بإهدار دمه، يلجأ الجميع إلى الرسول، يطلبون العفو، ويصاب بيجاد بشدة، تذهب الشيماء إلى الرسول وتطلب منه العفو عن زوجها، يستجيب الرسول لطلبها، ويخرج الزوج إلى الجبل، ويعلن إسلامه.

## بطولة
| - سميرة أحمد: الشيماء بنت الحارث - أحمد مظهر: بجاد زوج الشيماء - توفيق الدقن: دريد بن الصمة - عبد الله غيث: خالد بن الوليد - أمينة رزق: حليمة السعدية - غسان مطر: عبد الله أخو الشيماء - كنعان وصفي: عكرمة بن أبي جهل - محسن سرحان: أبو سفيان بن حرب | - حسن البارودي: شاس حبر اليهود - عبد الرحيم الزرقاني: الحارث - أحمد أباظة: أبو لهب - علي رشدي: عمرو بن هشام المخزومي - عبد العليم خطاب: النجدي العراف - أحمد لوكسر: عبد الله بن أبي ابن سلول - سعيد خليل: سعيد المكي - صلاح نظمي: زهير بن صرد | - حسين عسر: أبو ثروان - محمد صبيح: سراقة بن مالك - عبد الخالق صالح: العباس بن عبد المطلب - عادل المهيلمي: نعيم بن مسعود - أحمد حجازي[ ؟ ]: مالك بن عوف - أنور مدكور: حيي بن أخطب - فاروق توفيق: مربع - فايق بهجت: سهيل بن عمرو | - سمير ولي الدين: السادن - محمد الزكي: الحارس - نصر سيف: نوفل - إسكندر منسي: جدي - رشاد حامد: كعب بن مالك - أحمد مرسي: مسعود - أبو الفتوح عمارة: حسام - محمد رفعت: علوان | - حسام صالح: هوده - حسني كلود: سلام - أحمد شوقي: من العرب المسلمين - سيد العربي - عزت المشد - ليلى صابونجي - عزيزة حلمي - محمد خليل |

## فريق العمل
| - تصوير: - أحمد خورشيد: مدير التصوير - عبد اللطيف فهمي: مصور - تأليف: - عبد السلام موسى: سيناريو وحوار - علي أحمد باكثير: الرواية - صبري موسى: سيناريو وحوار - عادل عبد الرحمن: المادة التاريخية - ديكور: - عبد الفتاح الحسيني: مهندس المناظر | - إخراج: - حسام الدين مصطفى: مخرج - أحمد السبعاوى: مخرج مساعد - جمال عمار: مخرج مساعد - ملابس: - سامية عبد العزيز: مصمم الملابس - وجدي ناشد: مصمم الملابس - ماكياج: - أنور صموئيل: كوافير - محمود سماحة: ماكيير | - أدوار متعددة: - أحمد شوقي: مساعد مخرج مراجع اللغة العربية - موسيقى: - عبد العظيم محمد: الألحان - محمد الموجي: الألحان - بليغ حمدي: الألحان - فوتوغرافيا: - فتحي عزت: مصور فوتوغرافيا - إنتاج: - المؤسسة المصرية العامة للسينما: منتج | - مونتاج: - سعيد الشيخ: مونتير - مارسيل صالح: نيجاتيف - صوت: - كمال عبد الله: مهندس الصوت - عزيز فاضل: مهندس الصوت - معمل: - ستوديو مصر: الطبع والتحميض - كاستينج: - على أيوب: ريجيسير |

## روابط خارجية
- مقالات تستعمل روابط فنية بلا صلة مع ويكي بيانات
- ألبوم اغاني فيلم الشيماء